# 四国村
四国村（しこくむら）は、香川県高松市にある日本の江戸時代から明治時代の民家を中心とする古建築をテーマとする博物館。1976年（昭和51年）に開館した。運営は公益財団法人四国民家博物館。 

## 概要
屋島の南山麓、屋島神社の東隣に位置する。
広大な敷地に、四国各県と兵庫県から移築・復元した江戸時代から明治時代の民家、伝統産業施設、灯台をはじめとする建築物を展示する屋外型博物館である。重要文化財の建造物2棟、重要有形民俗文化財の建物6棟をはじめ、ほぼ全ての建造物が文化財の指定・登録を受けている。
2002年、村内に安藤忠雄設計の美術館と庭園で構成される四国村ギャラリーが開館した。

## 主な建造物
四国村に所在する主な建造物の名称、年代、指定区分を記す。

### 民家
- 旧河野家住宅 - 重要文化財
- 旧下木家 - 重要文化財。剣山の北山麓にあった山村農家
- 久米通賢旧宅主屋 - 登録有形文化財。19世紀の建築。木造平屋建、茅・瓦葺、建築面積81m2、1976年（昭和51年）移築。
- 旧ワサ・ダウン住宅 - 登録有形文化財。1905年（明治38年）竣工。兵庫県神戸市の北野町より移建された異人館。住宅（木造2階建、瓦葺、建築面積111m2）のほか、正門（石造門柱、高さ2.2m、木製門扉付）、東門（石造門柱、高さ2.2m、木製門扉付）も登録有形文化財。1976年（昭和51年）移築。
- 旧前田家土蔵・座敷 - 登録有形文化財。木造2階建、瓦葺、建築面積58m2。
- 福井家の石蔵 - 登録有形文化財。明治中期竣工。石造平屋建、瓦葺、建築面積4.6m2、1997年（平成9年）移築。
- 森野家住宅風呂便所 - 登録有形文化財。大正期竣工。木造平屋建、瓦葺、建築面積4.6m2、1982年（昭和57年）移築。
- 稲田家住宅土蔵 - 登録有形文化財。明治初期竣工。木造2階建、茅葺、建築面積27m2、1980年（昭和55年）移築
- 旧山下家住宅 - 香川県指定文化財
- 中石家住宅 - 高松市指定文化財
- 吉野家住宅 - 高松市指定文化財

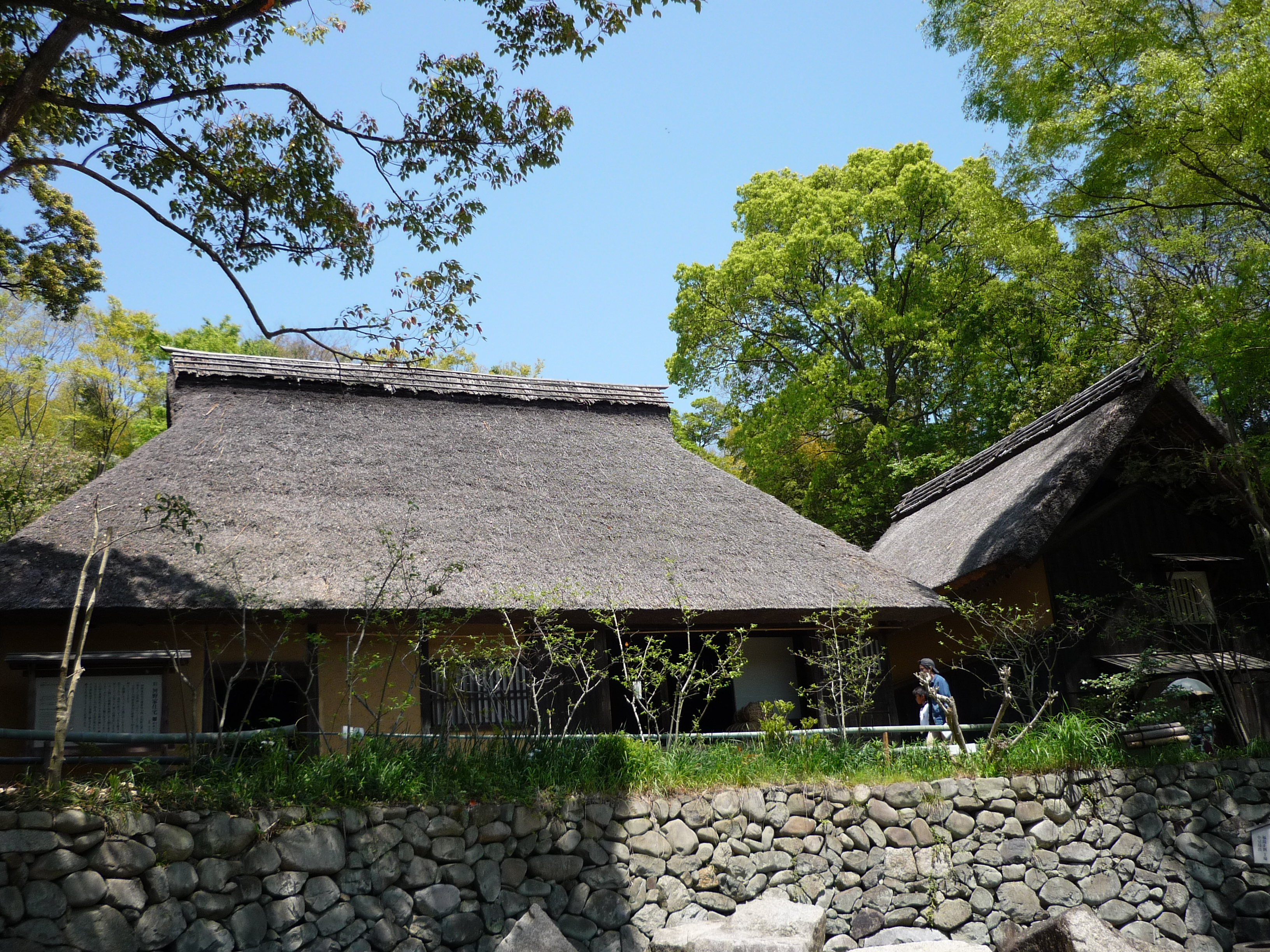
旧河野家住宅
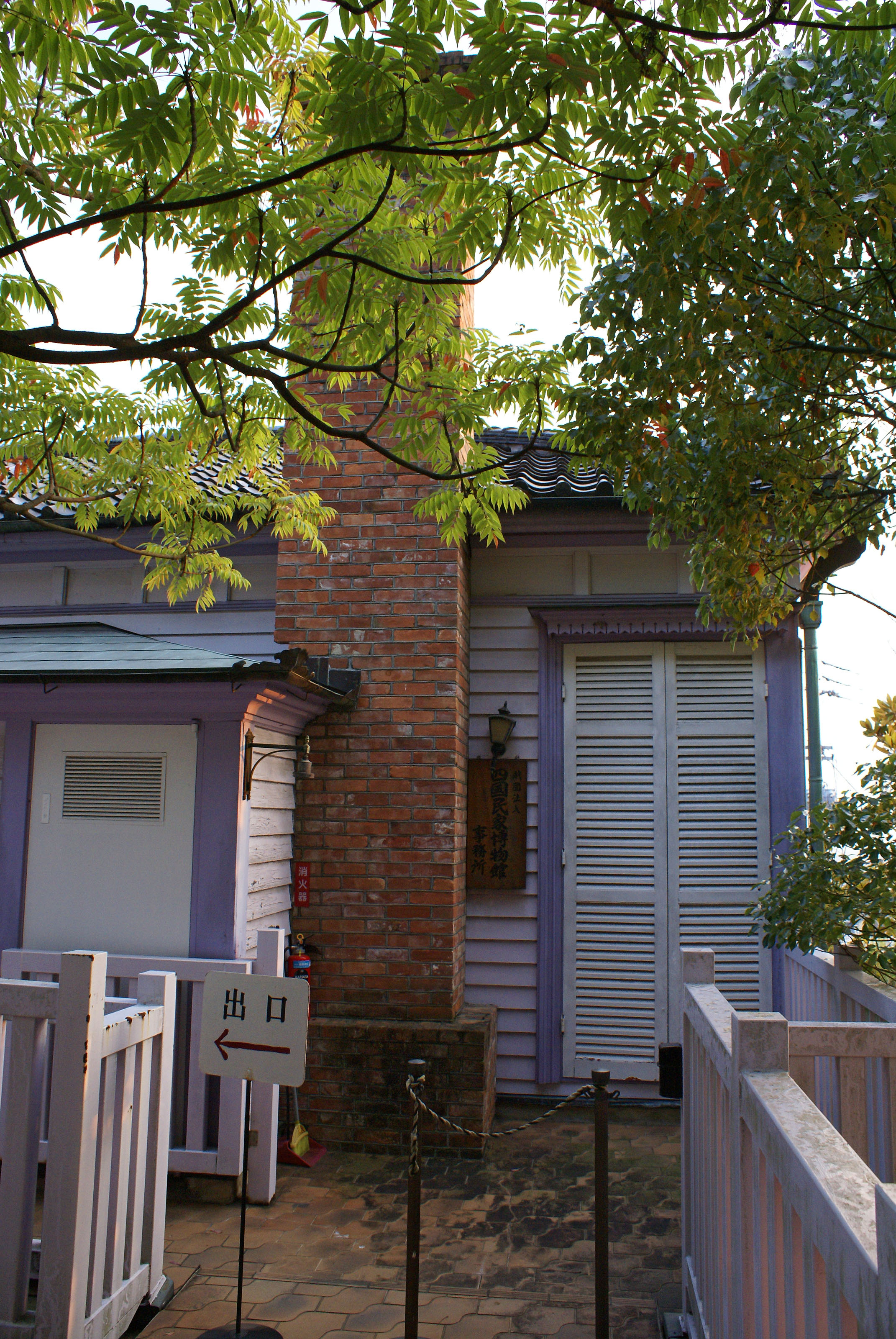
旧ワサ・ダウン住宅
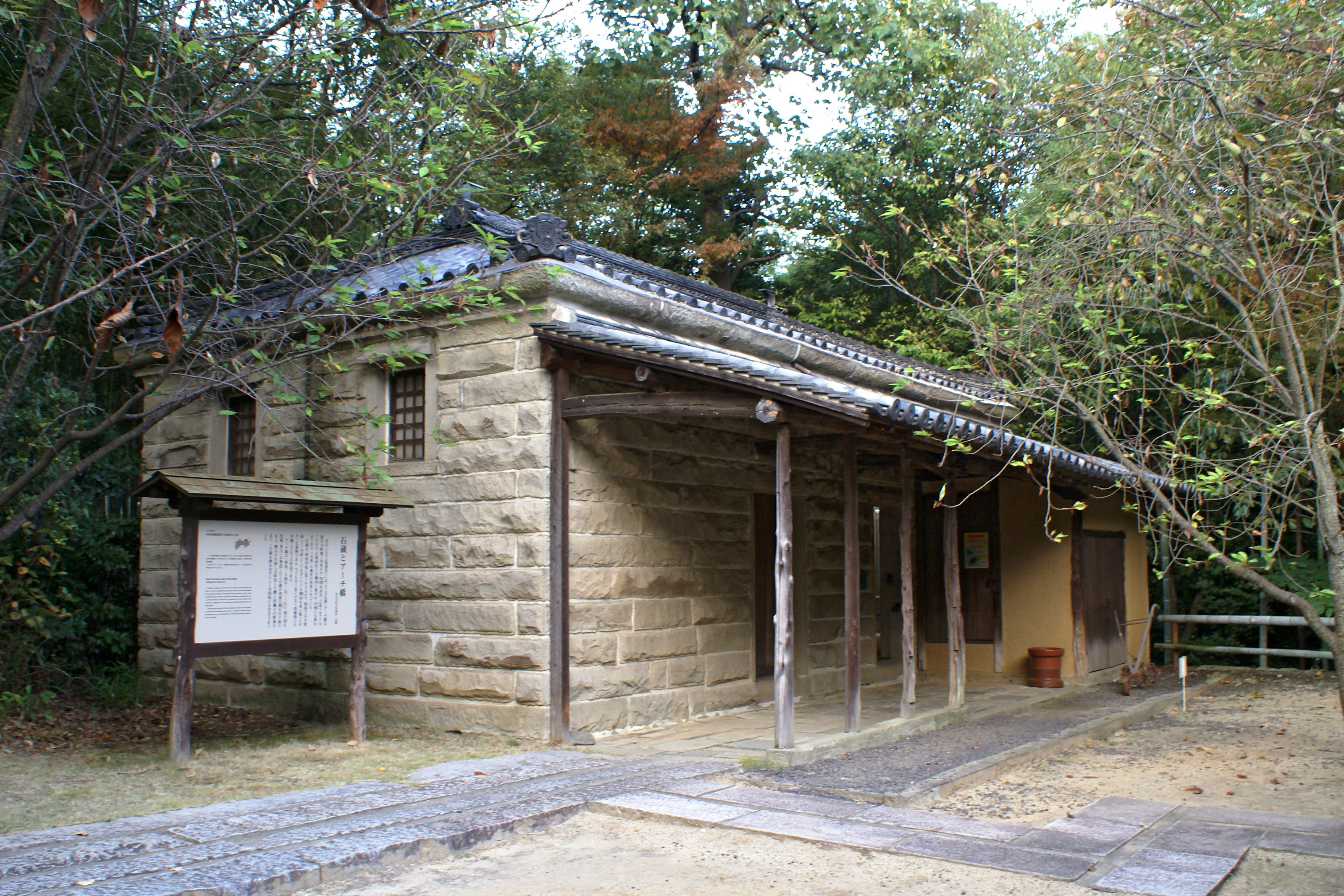
旧福井家の石蔵
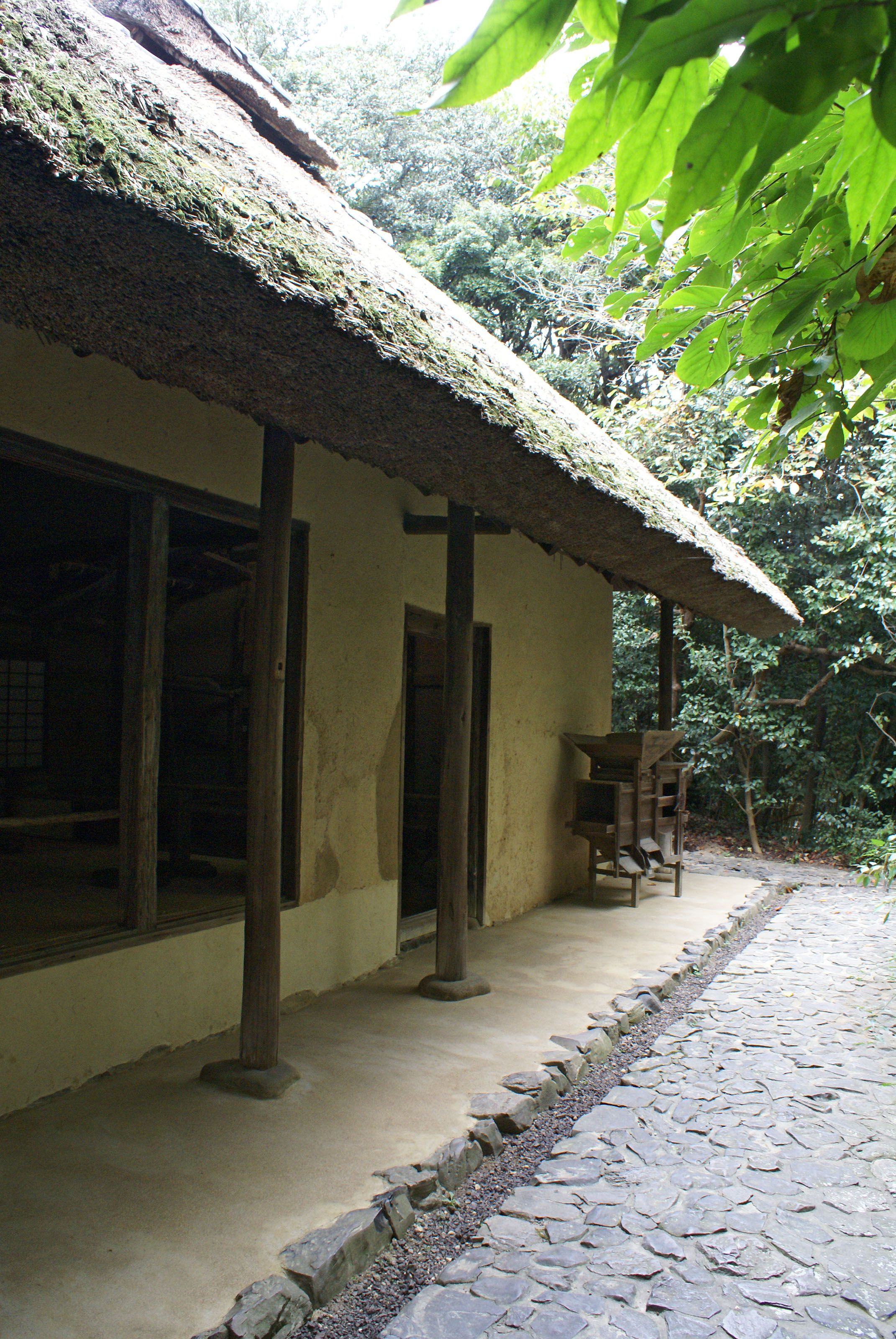
旧山下家住宅
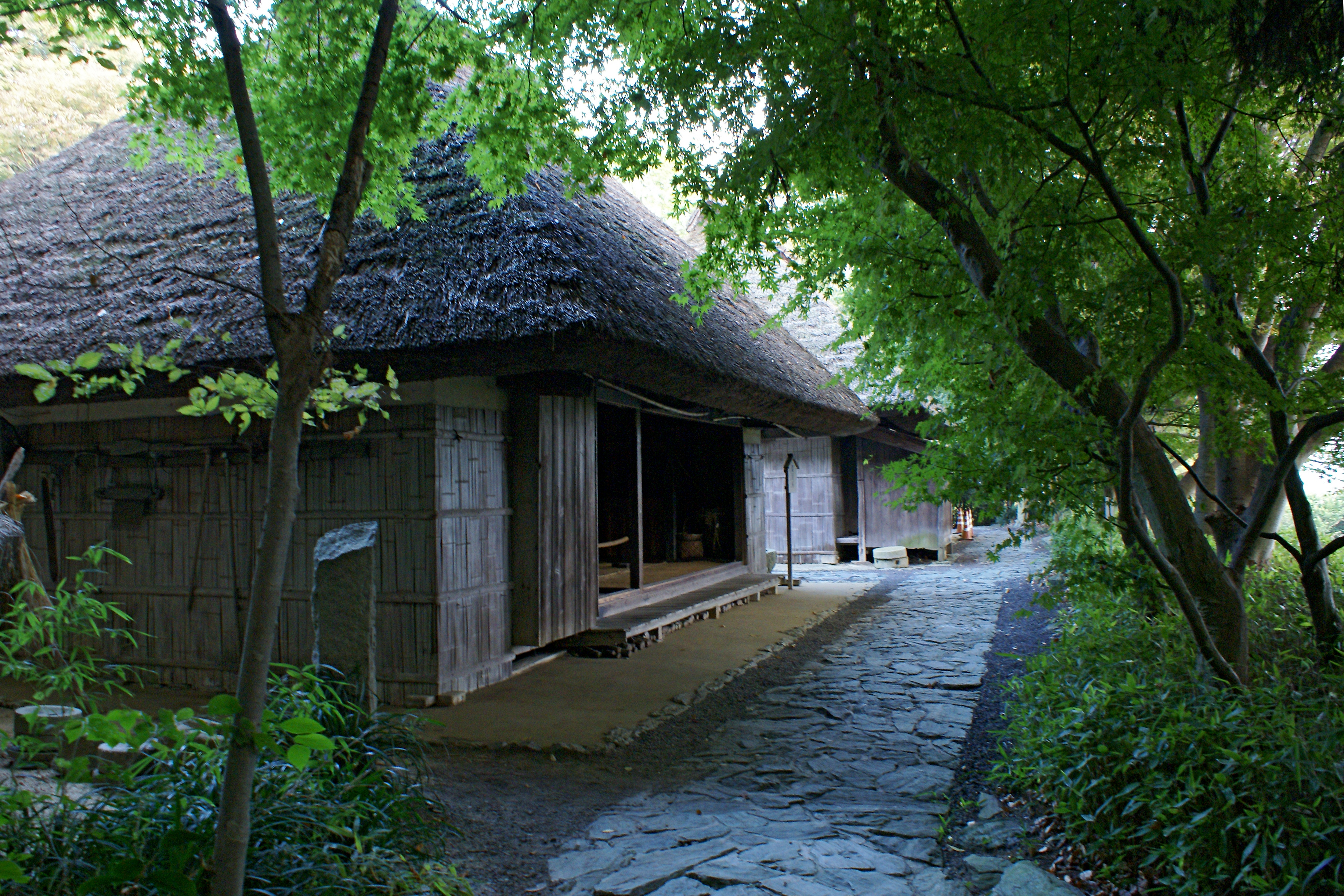
旧中石家住宅

### 伝統産業施設
- 砂糖しめ小屋（2棟）、釜屋 - 重要有形民俗文化財
- 醤油蔵（2棟）・麹室 - 重要有形民俗文化財、引田の山本醤油醸造元の施設を移築
- 土佐の楮蒸し小屋 - 登録有形文化財、昭和初期竣工、木造平屋建、茅葺 建築面積25m2、1976年（昭和51年）移築
- こうぞ蒸小屋

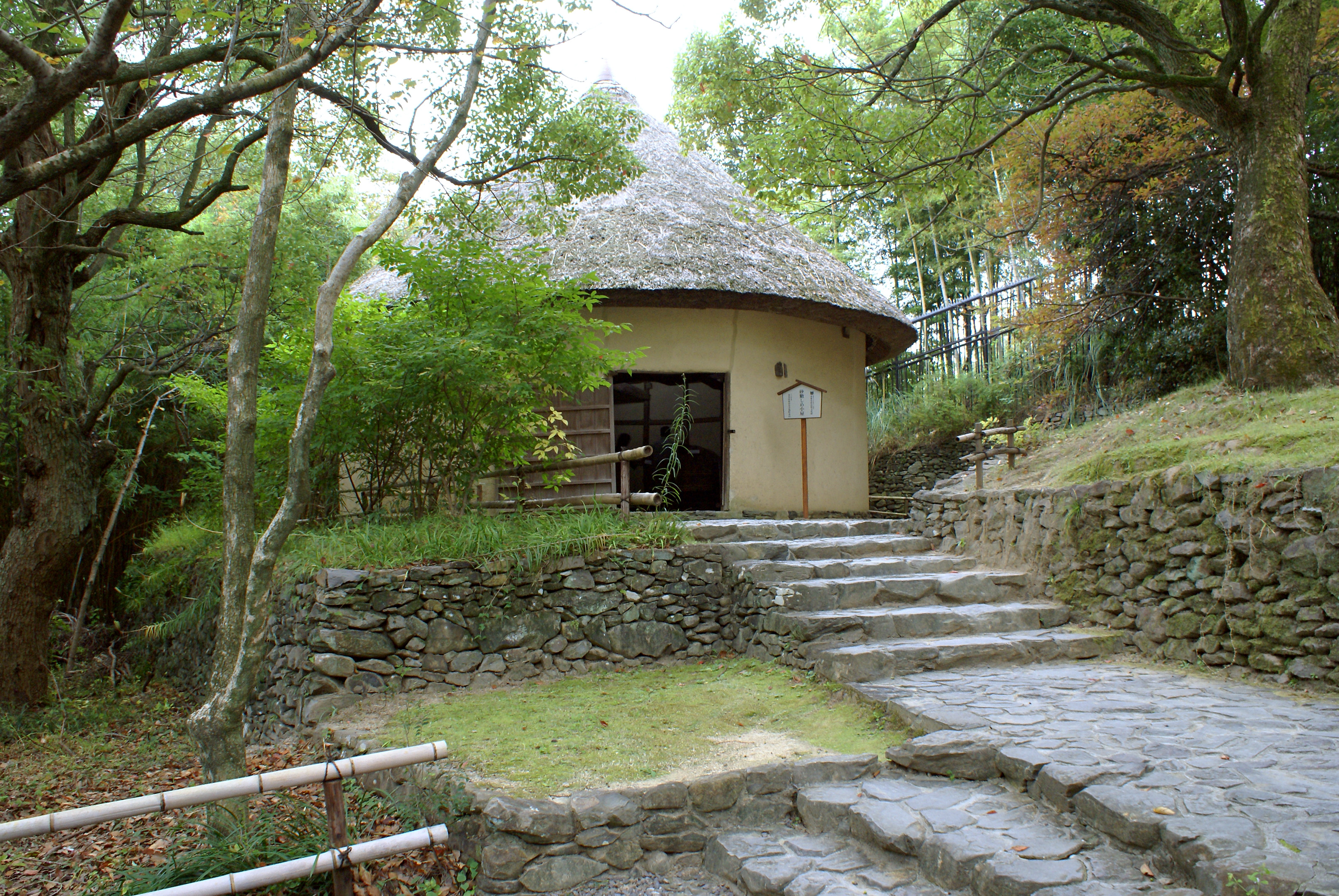
砂糖しめ小屋
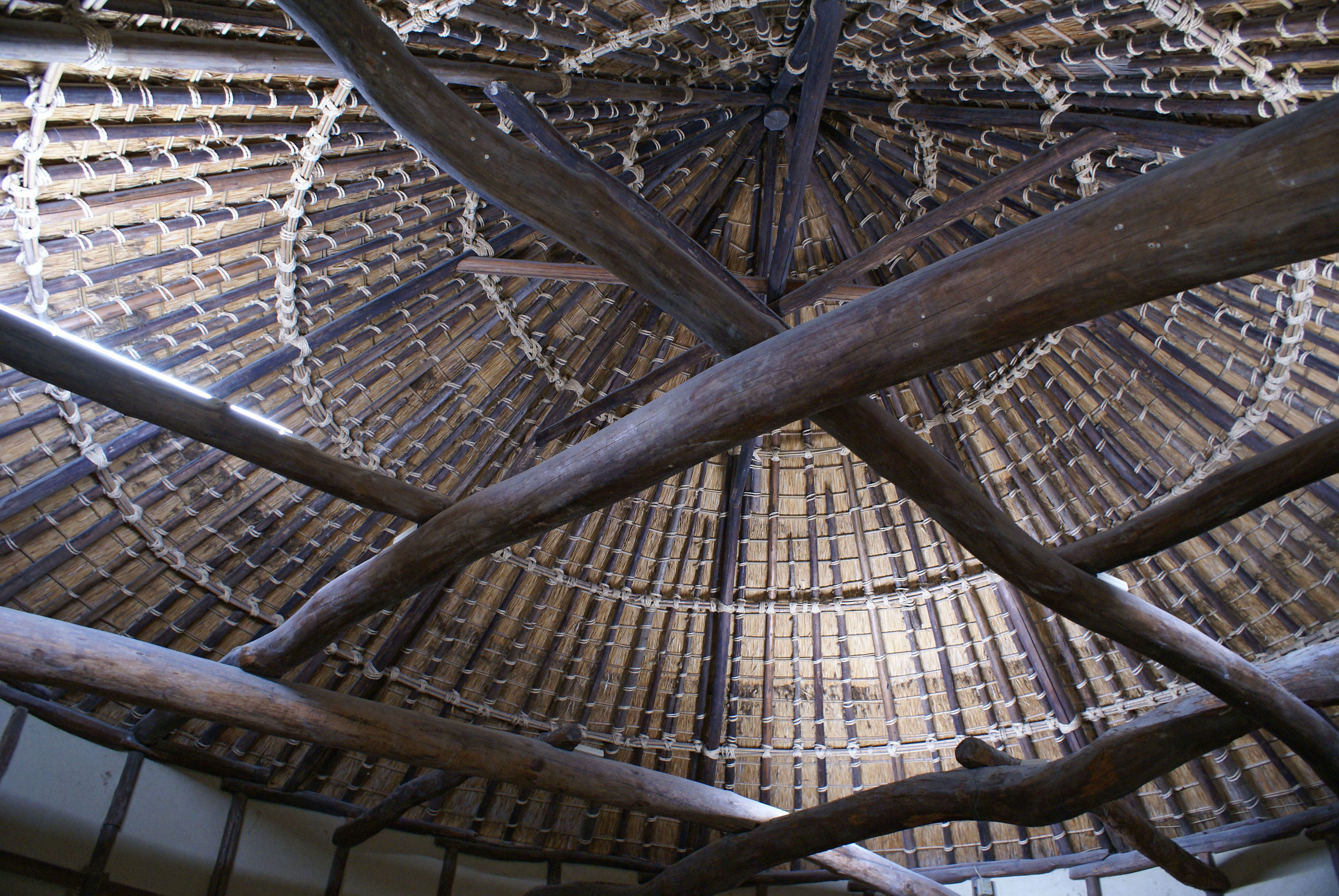
砂糖しめ小屋内部天井
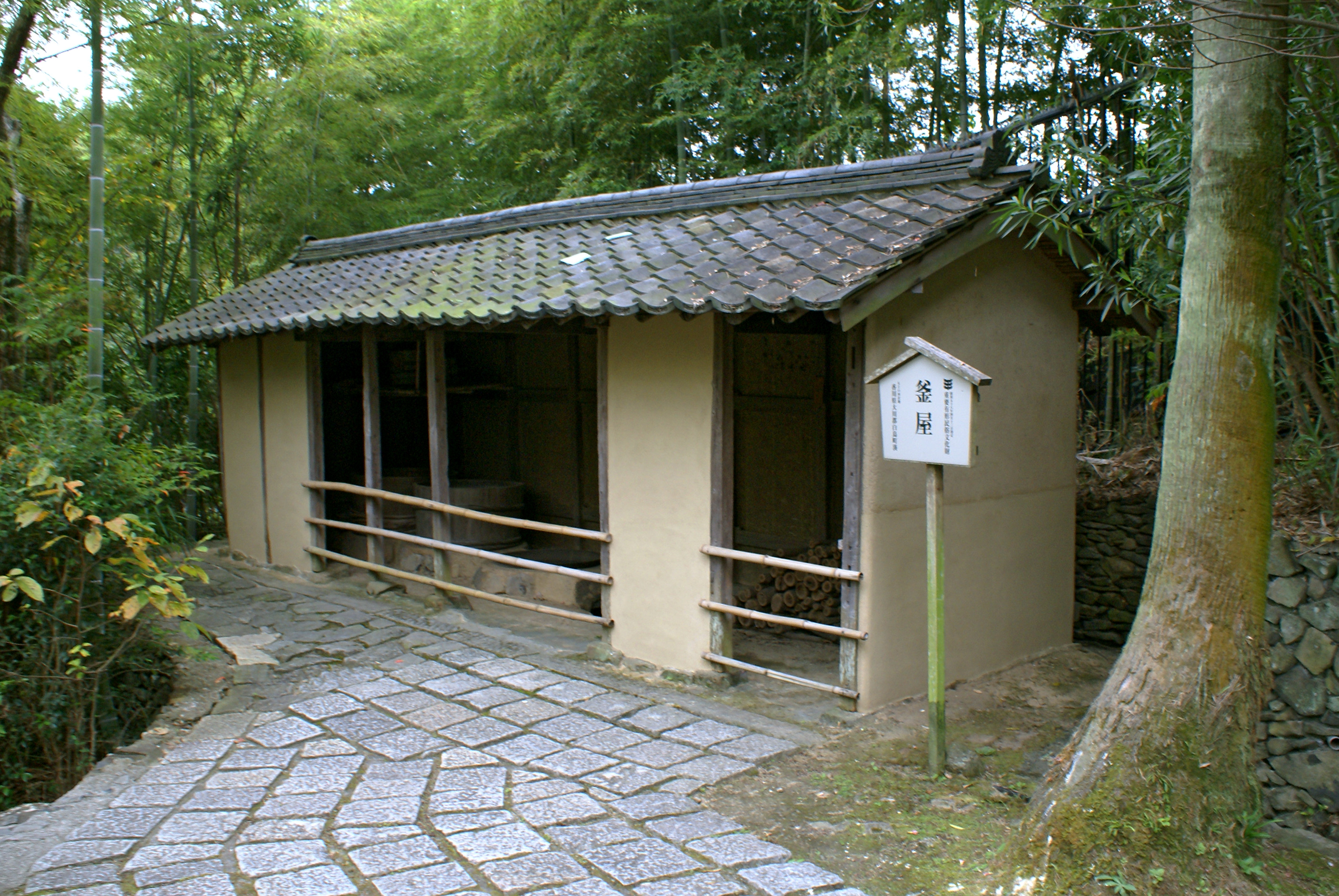
釜屋

### 集落の共同施設・藩の施設
- 四国村石舟のアーチ橋 - 登録有形文化財、1901年（明治34年）竣工。石造単アーチ、長さ4.6m、1982年（昭和57年）移築。
- 常夜燈 - 登録有形文化財。1855年（安政2年）竣工。石造高さ3.0m、1982年（昭和57年）移築。
- 金毘羅石燈籠 - 登録有形文化財、1794年（寛政6年）竣工。石造高さ3.0m、1981年（昭和56年）移築。
- 潟元消防組第四部新馬場消防屯所 - 登録有形文化財。1919年（大正8年）竣工。木造平屋建、瓦葺、建築面積11m2、石柱付。潟元は現在の高松市屋島で、四国村の「地元」にあったものである。
- 土佐三崎（現・土佐清水市）の義倉 - 登録有形文化財、1819年（文政2年）竣工。木造平屋建、瓦葺、建築面積75m2、1996年（平成8年）移築。
- 小豆島北浦村の石蔵 - 登録有形文化財。1915年（大正4年）竣工。石造平屋建、鉄板葺、建築面積5.3m2、1997年（平成9年）移築。
- 小豆島農村歌舞伎舞台 - 高松市指定文化財
- 旧丸亀藩御用蔵 - 香川県指定文化財
- 旧丸亀藩斥候番所 - 香川県指定文化財
- 南予の茶堂 - 高松市指定文化財
- 添水唐臼小屋

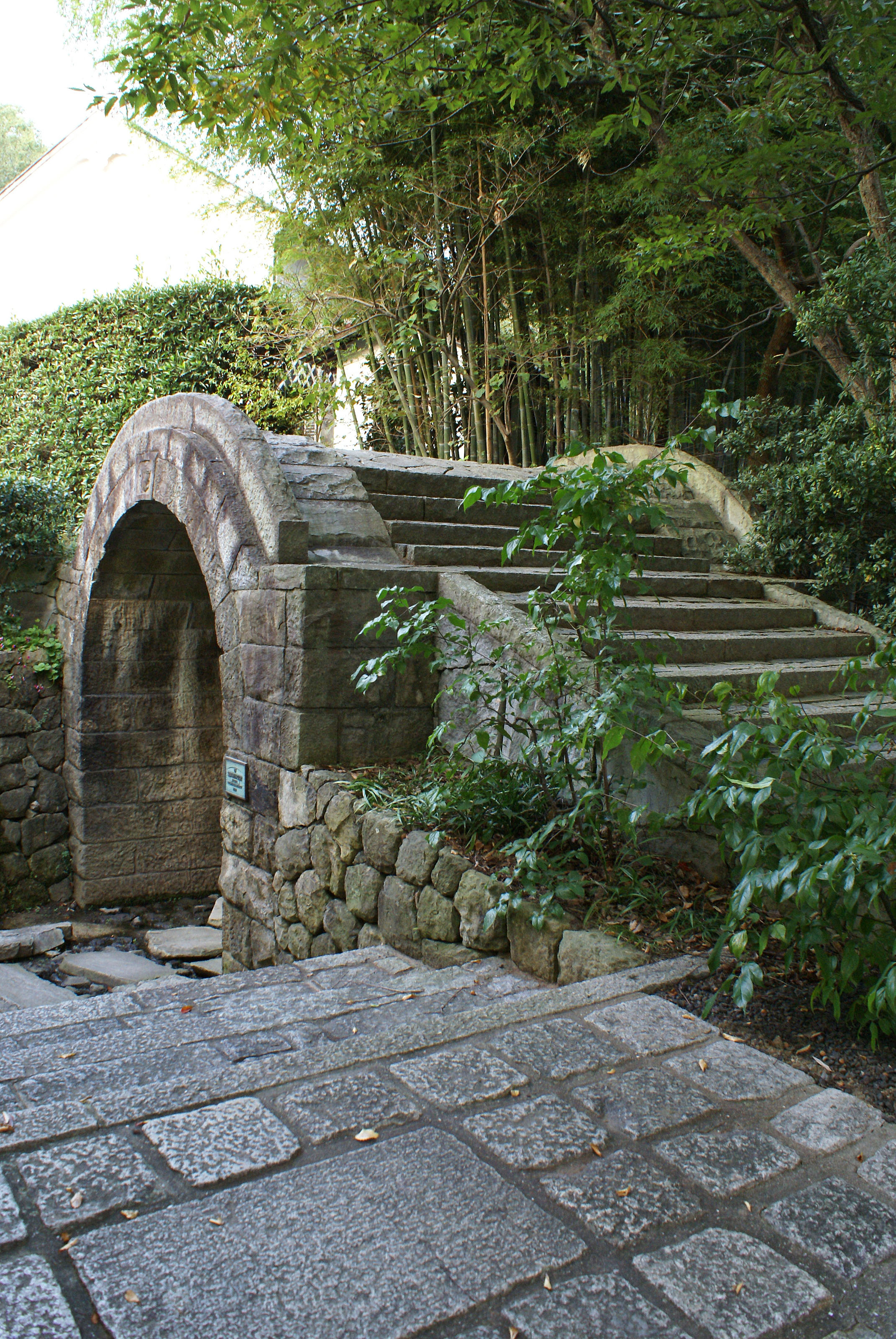
石舟のアーチ橋
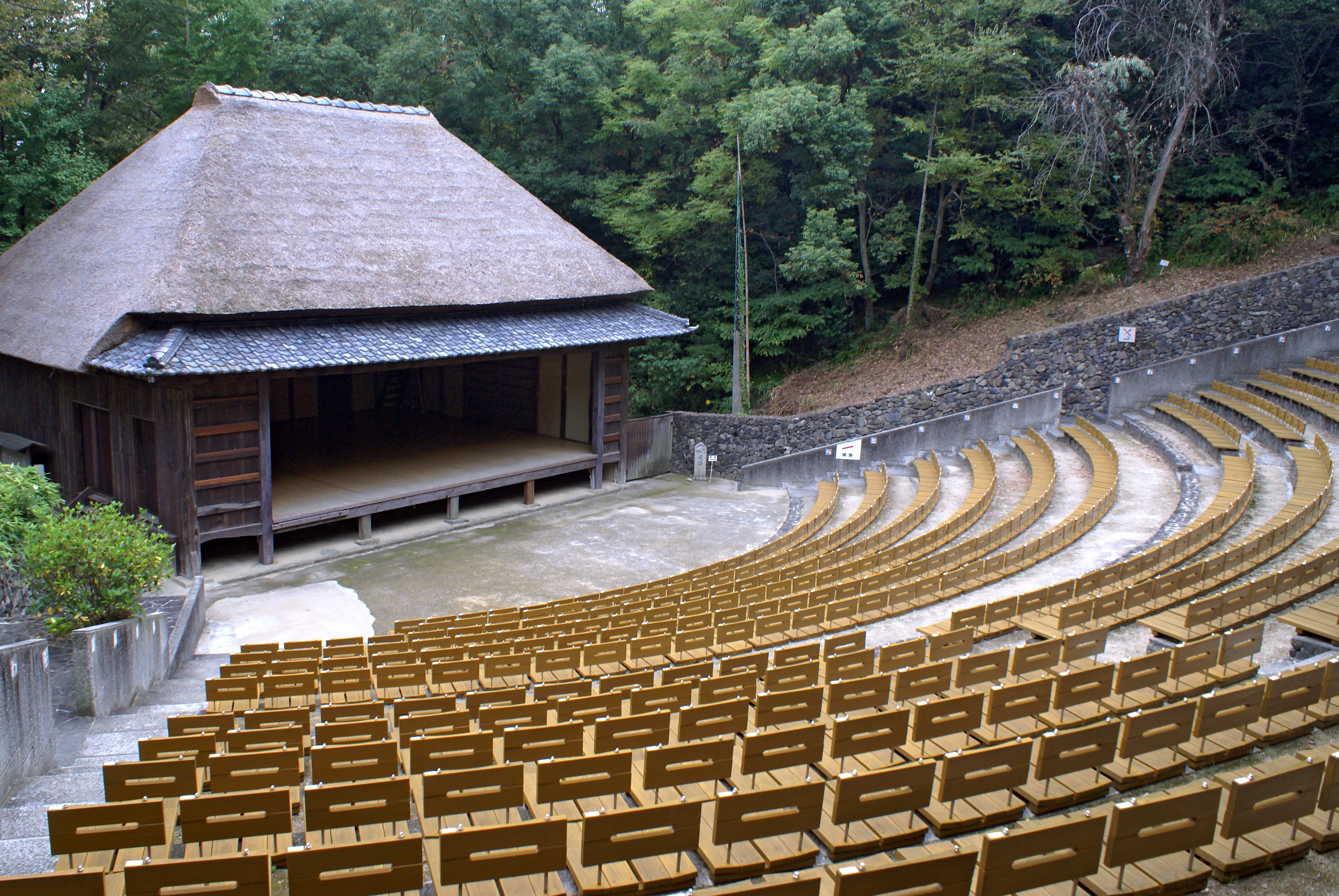
小豆島農村歌舞伎舞台
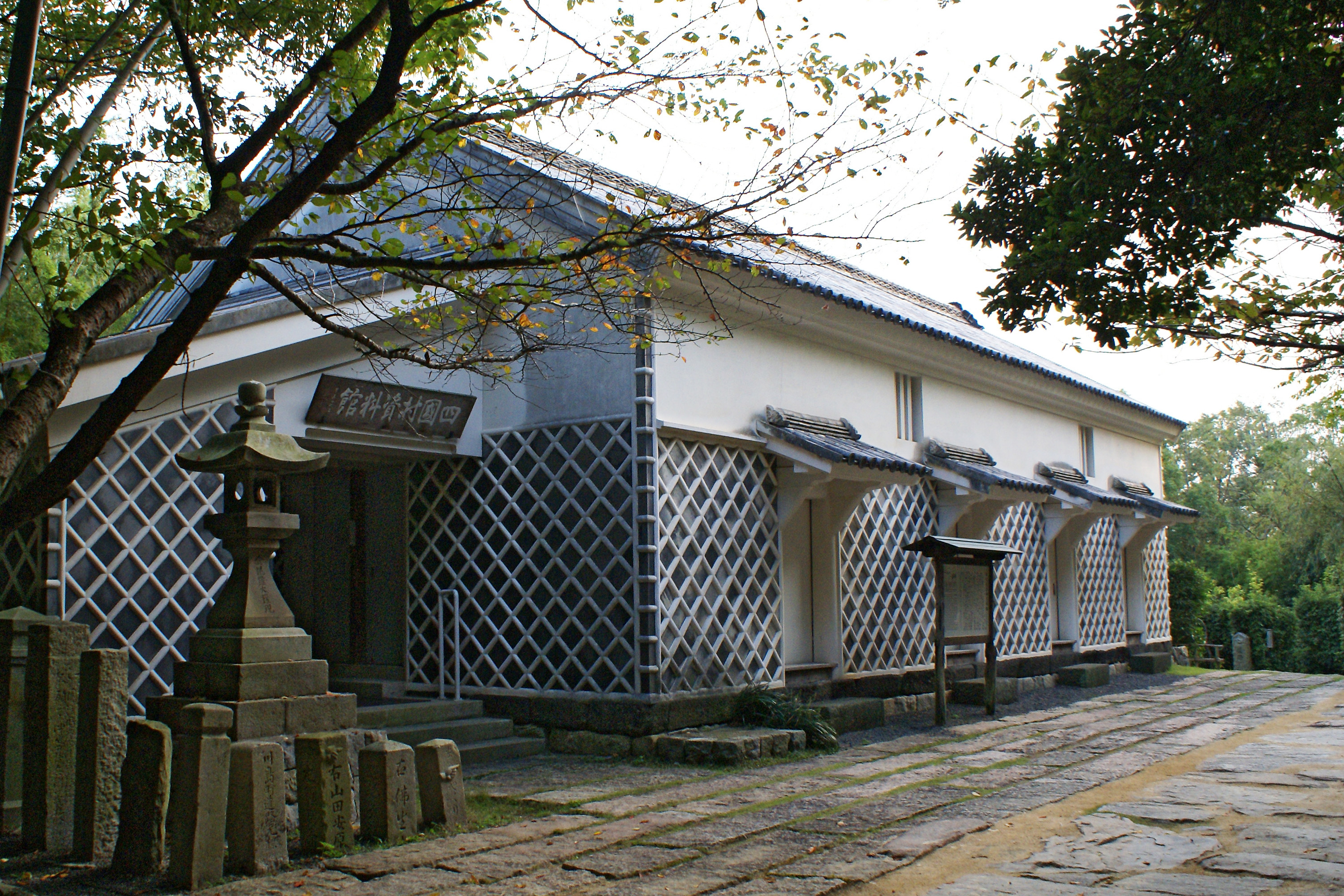
旧丸亀藩御用蔵
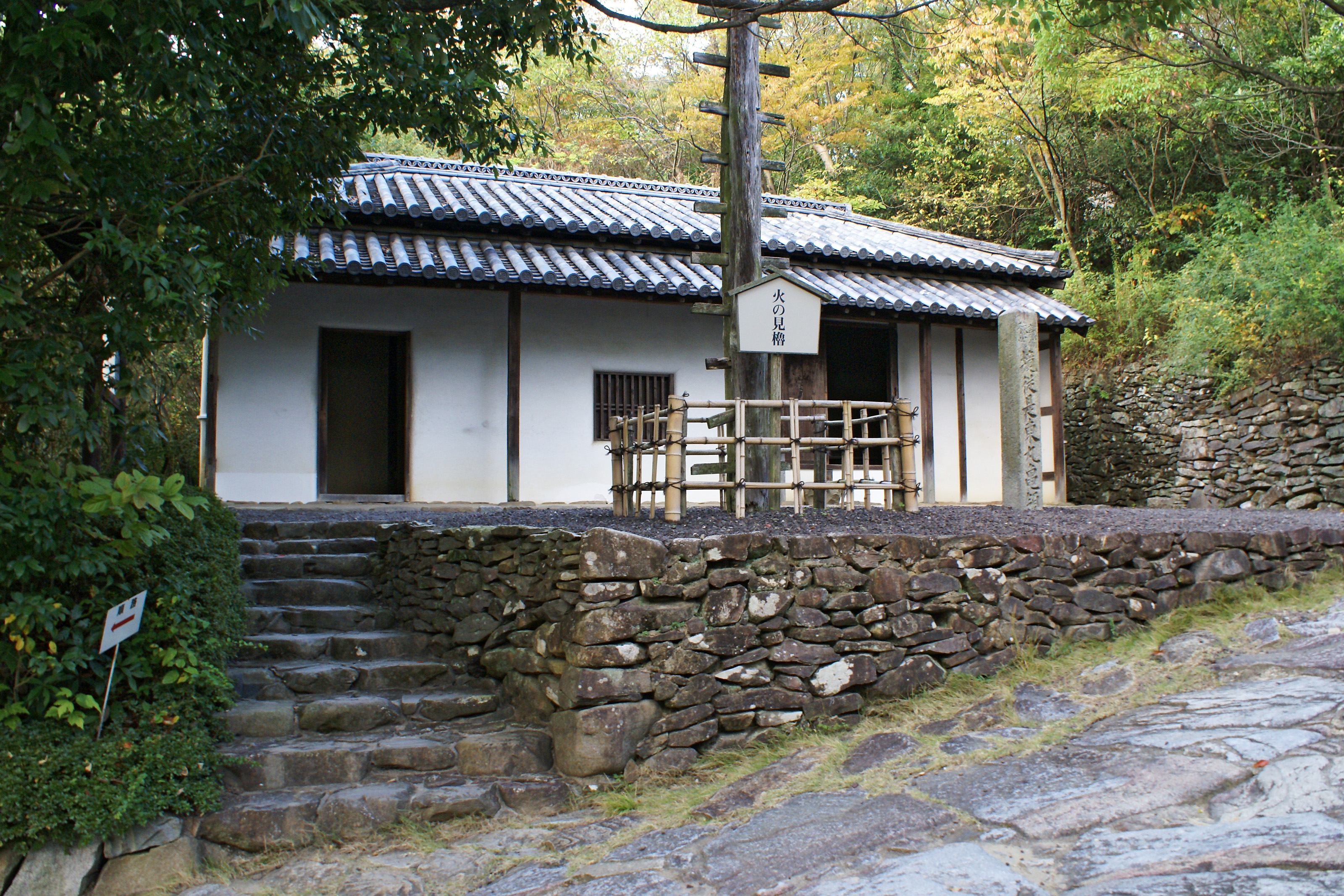
四旧丸亀藩斥候番所
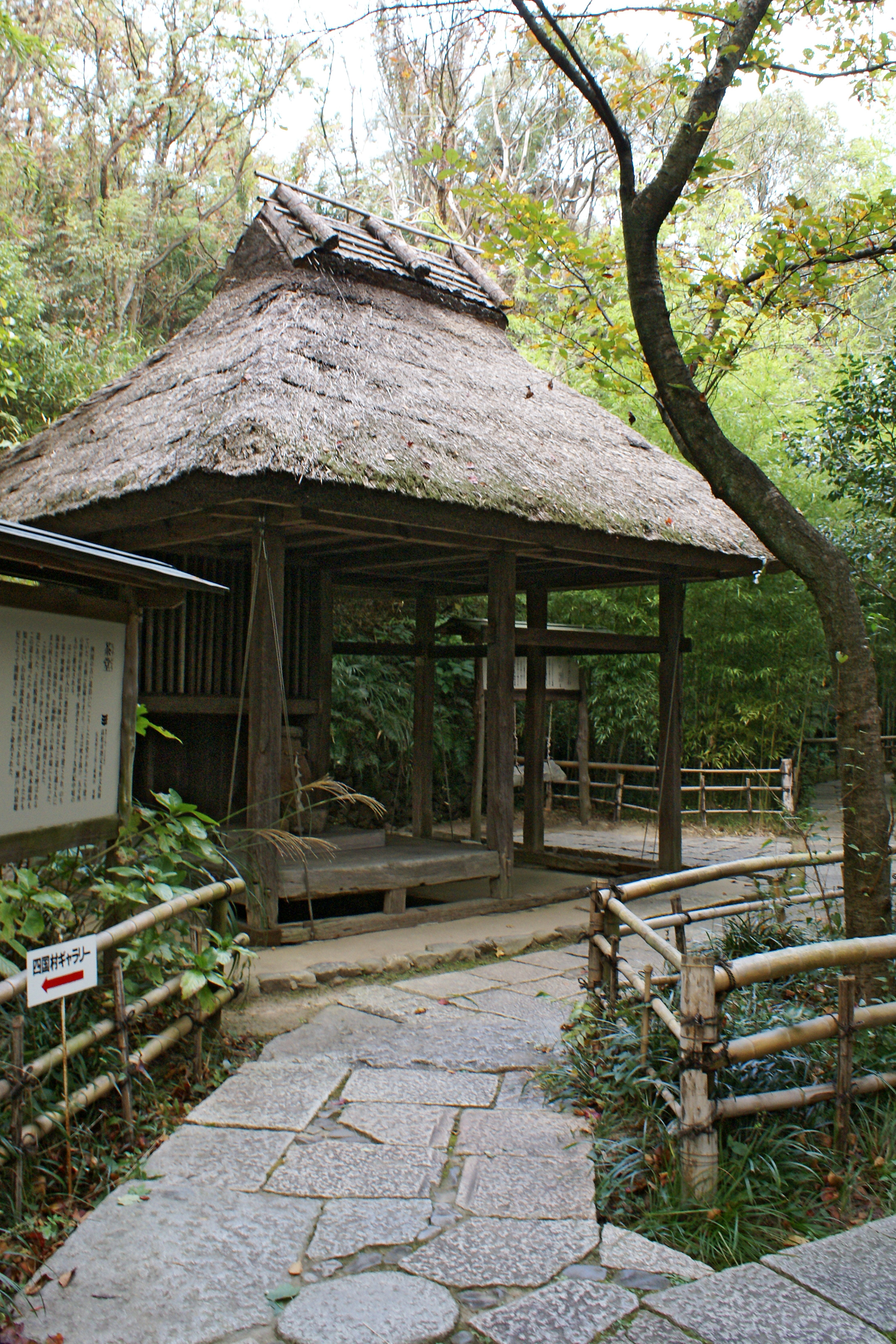
南予の茶堂

### 灯台
- 江埼灯台退息所 - 登録有形文化財、1871年（明治4年）竣工。設計リチャード・ヘンリー・ブラントン。石造、寄棟造、桟瓦葺、建築面積113.00m2、地上1階。兵庫県津名郡北淡町（現・淡路市）より1998年（平成10年）移築。
- 鍋島灯台退息所 - 登録有形文化財。1873年（明治6年）竣工。設計リチャード・ヘンリー・ブラントン。石造平屋建、瓦葺、建築面積156m2。倉庫（明治6年竣工、石造平屋建、瓦葺、建築面積9.7m2）、西水槽（1873年竣工、石造、高さ2.2m）、東水槽（1873年竣工、石造高さ2.2m）、北水槽（1873年竣工、石造、高さ2.2m）、日時計（1873年竣工、石造、高さ1.2m）も各々登録有形文化財。香川県坂出市より1998年（平成10年）移築。
- クダコ島灯台退息所 - 登録有形文化財、1903年（明治36年）竣工。RC造平屋建、瓦葺、建築面積107m2。別棟（1903年竣工、RC造平屋建、瓦葺、建築面積38m2）、表門（1903年竣工、石造門柱、鉄製門扉付高さ2.8m）、通用門（1903年竣工、石造門柱、鉄製門扉付高さ2.8m）、日時計（1903年竣工、石造高さ1.2m）も各々登録有形文化財。愛媛県松山市より1998年（平成10年）移築。
- 旧大久野島灯台 - 1894年（明治27年）竣工。広島県竹原市の大久野島で1992年（平成4年）まで使用されていた。
- なお公式ウェブサイトでは「燈台」の文字を使用している。

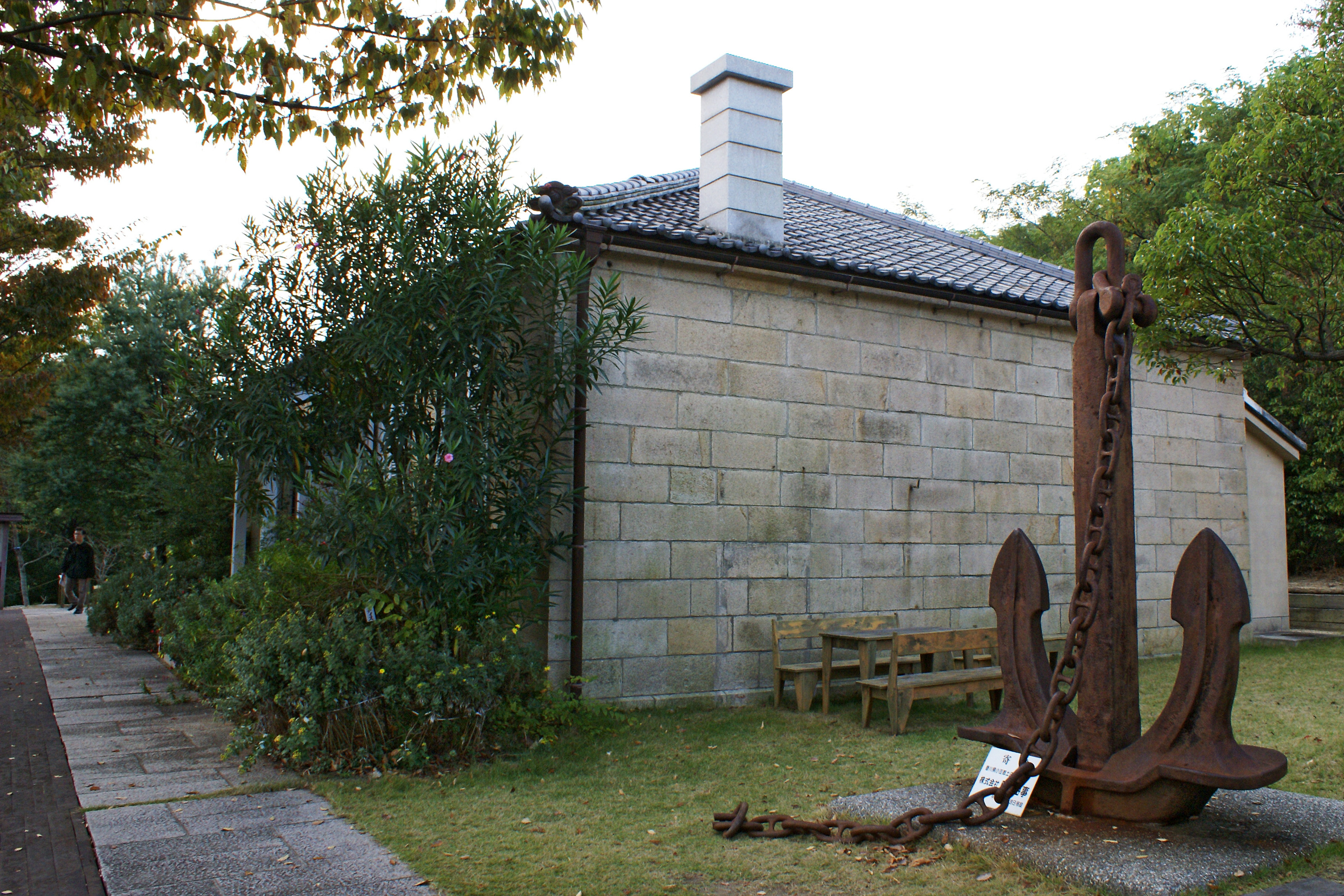
旧江埼灯台退息所
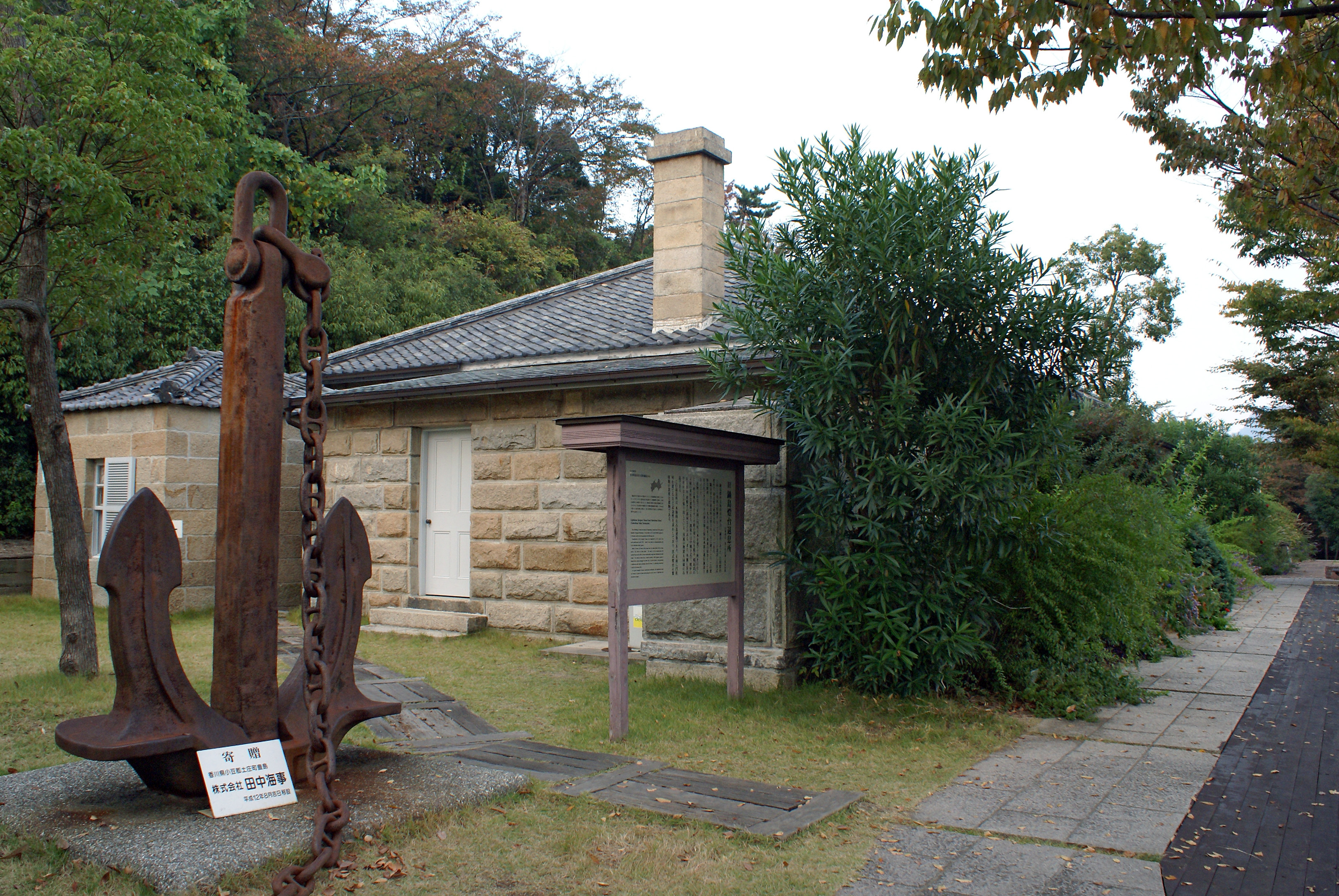
旧鍋島灯台退息所
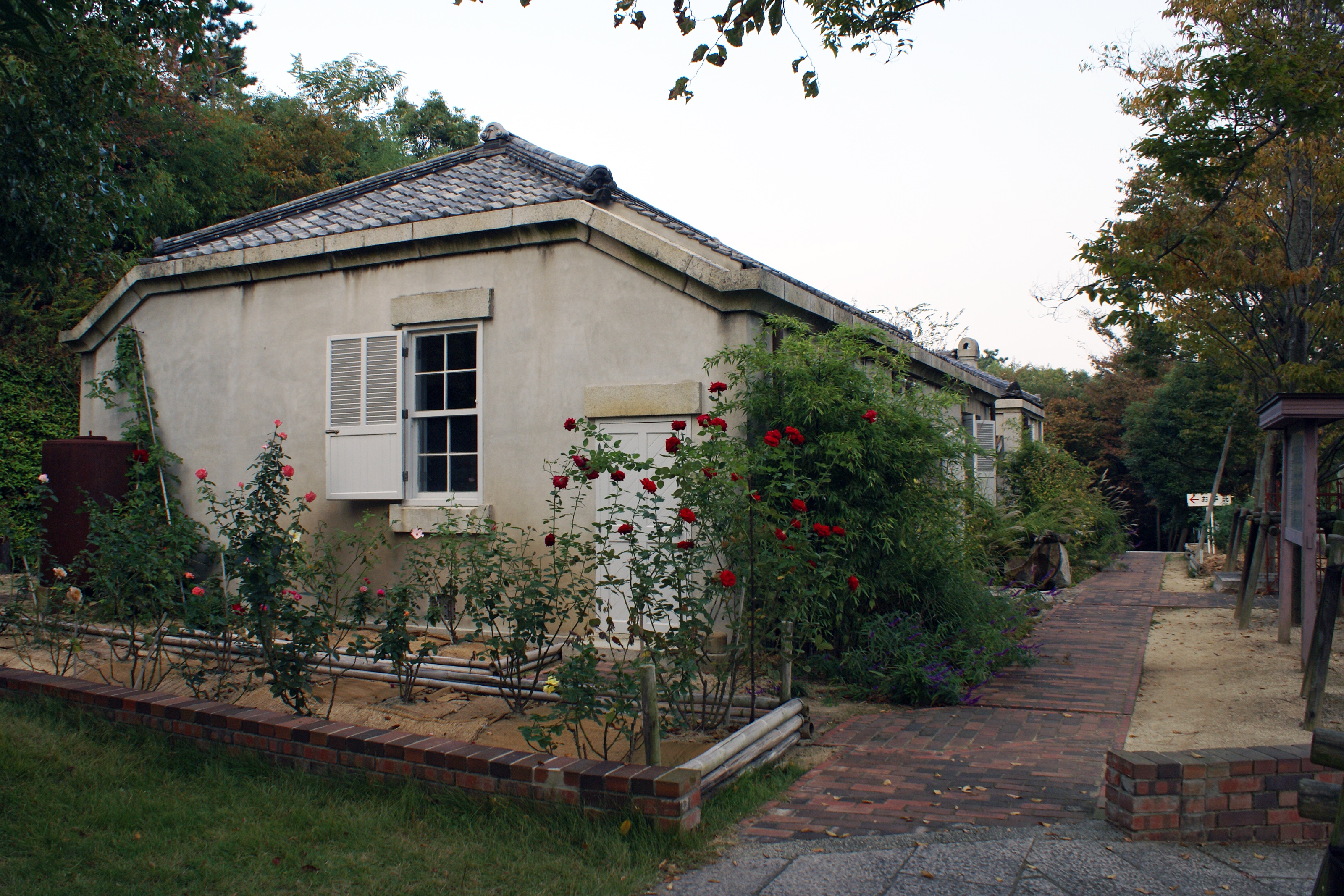
旧クダコ島灯台退息所本棟
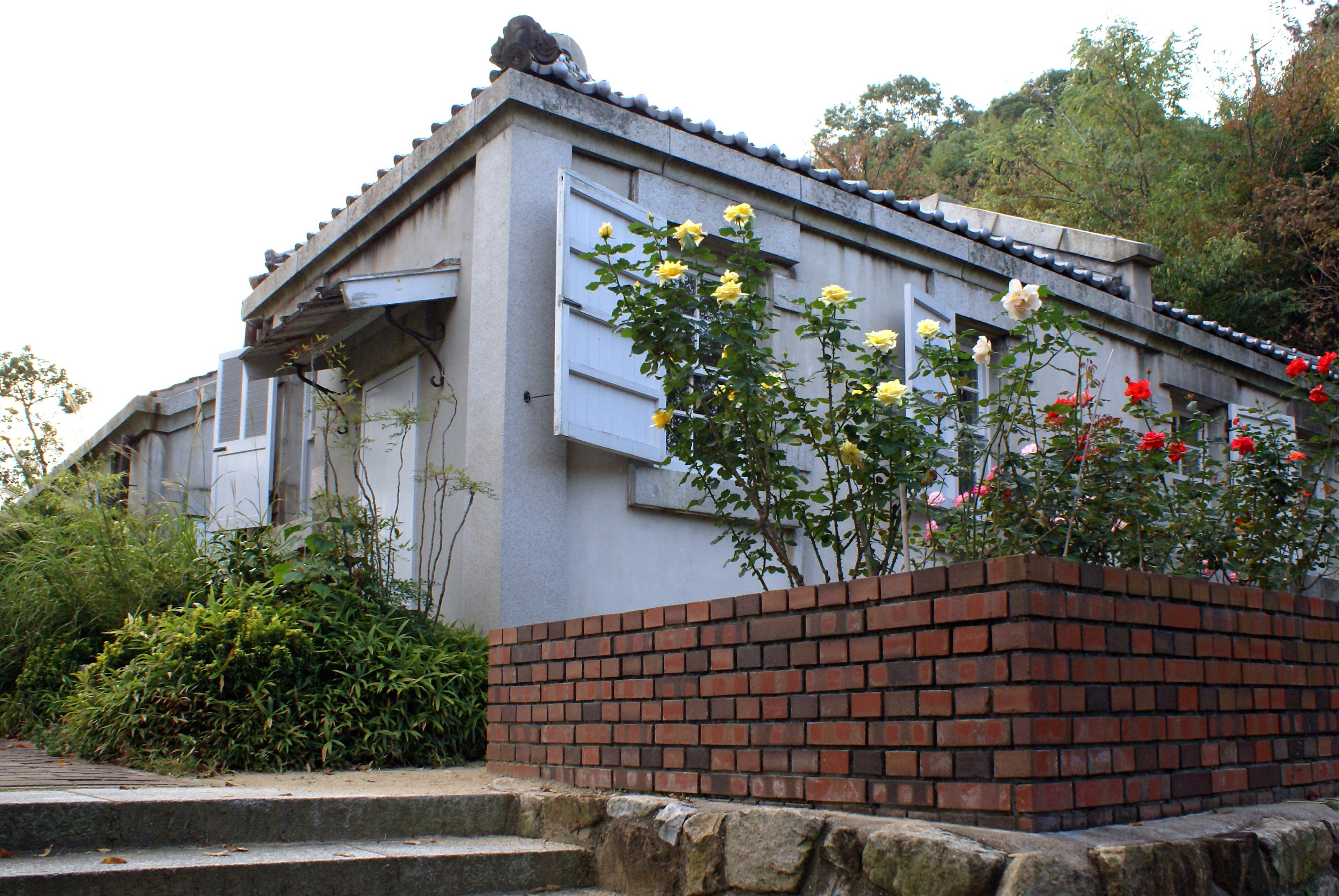
旧クダコ島灯台退息所別棟

### その他施設
- 四国村ギャラリー - 安藤忠雄設計の美術館と庭園
- かずら橋 - 徳島県三好市祖谷にある同名の橋をモチーフにした吊り橋
- 染が滝
- しまね丸マスト - 太平洋戦争中に建造され、戦災で沈没した船のもの。戦後、旧志度町で警鐘台として利用されていたものを移築。
- わら家 - 村外であるが隣接。江戸時代の茅葺民家3棟で営業する讃岐うどん店。カトーレック子会社の七福商事株式会社が運営。

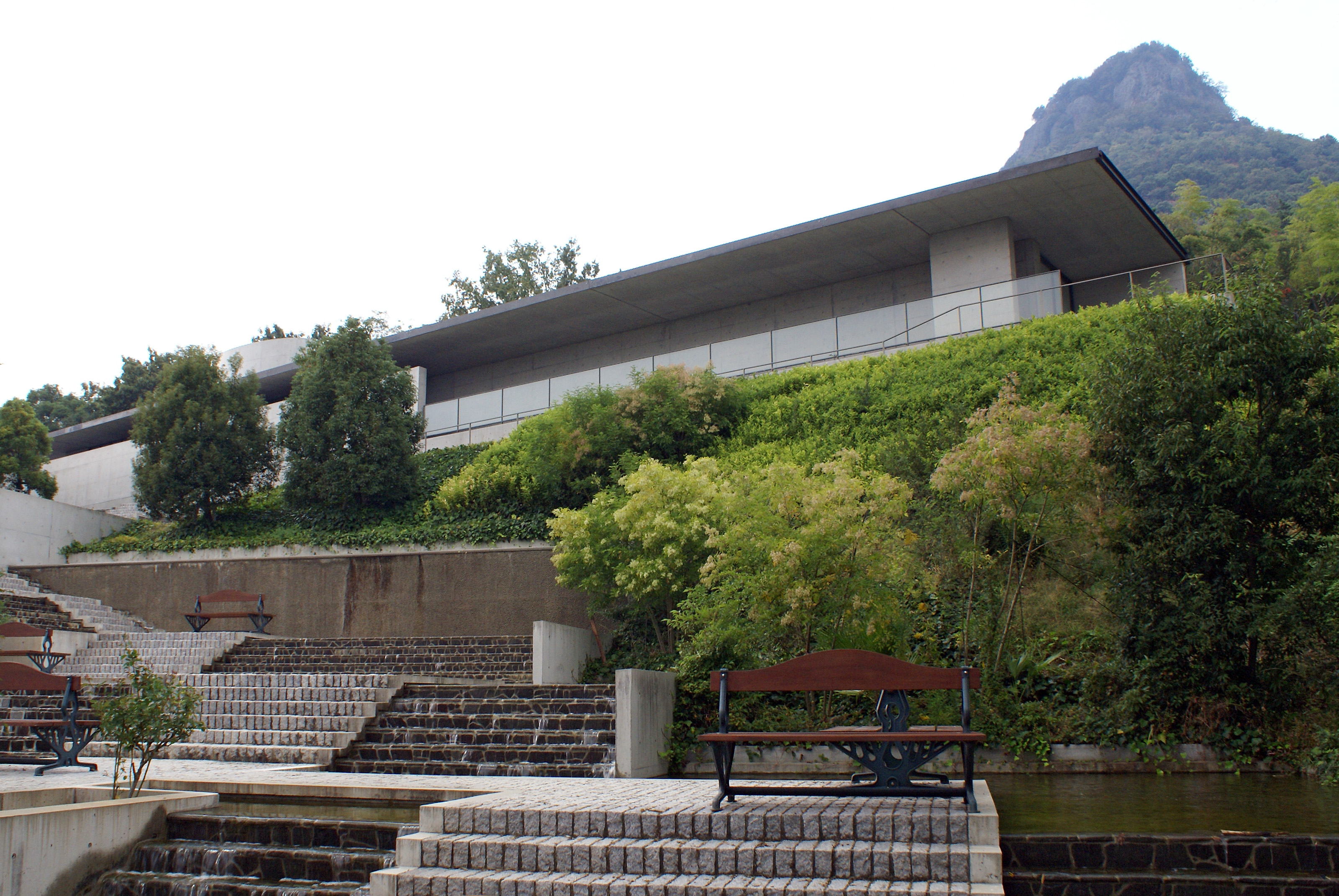
四国村ギャラリー
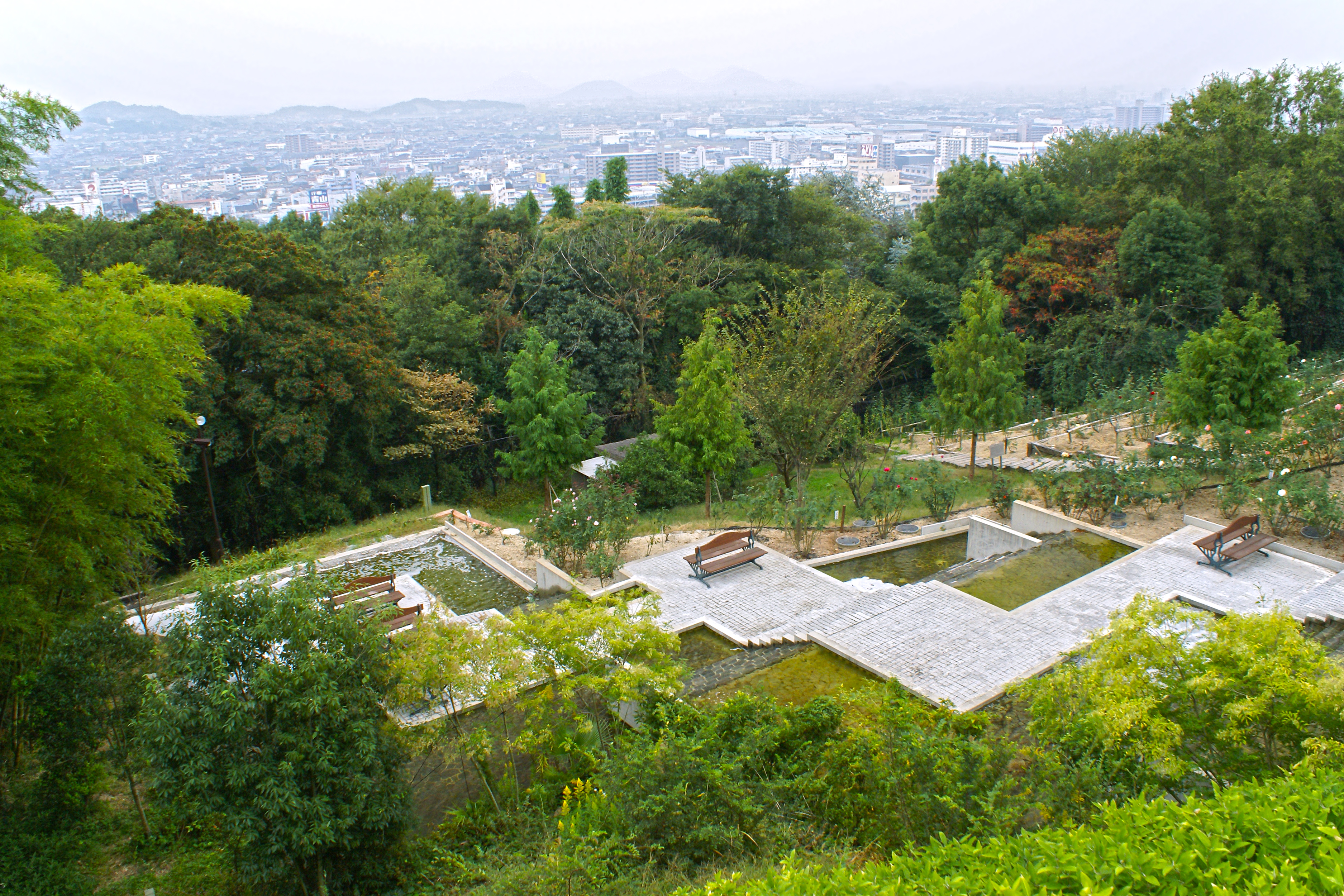
四国村ギャラリーから望む水景庭園と高松市街
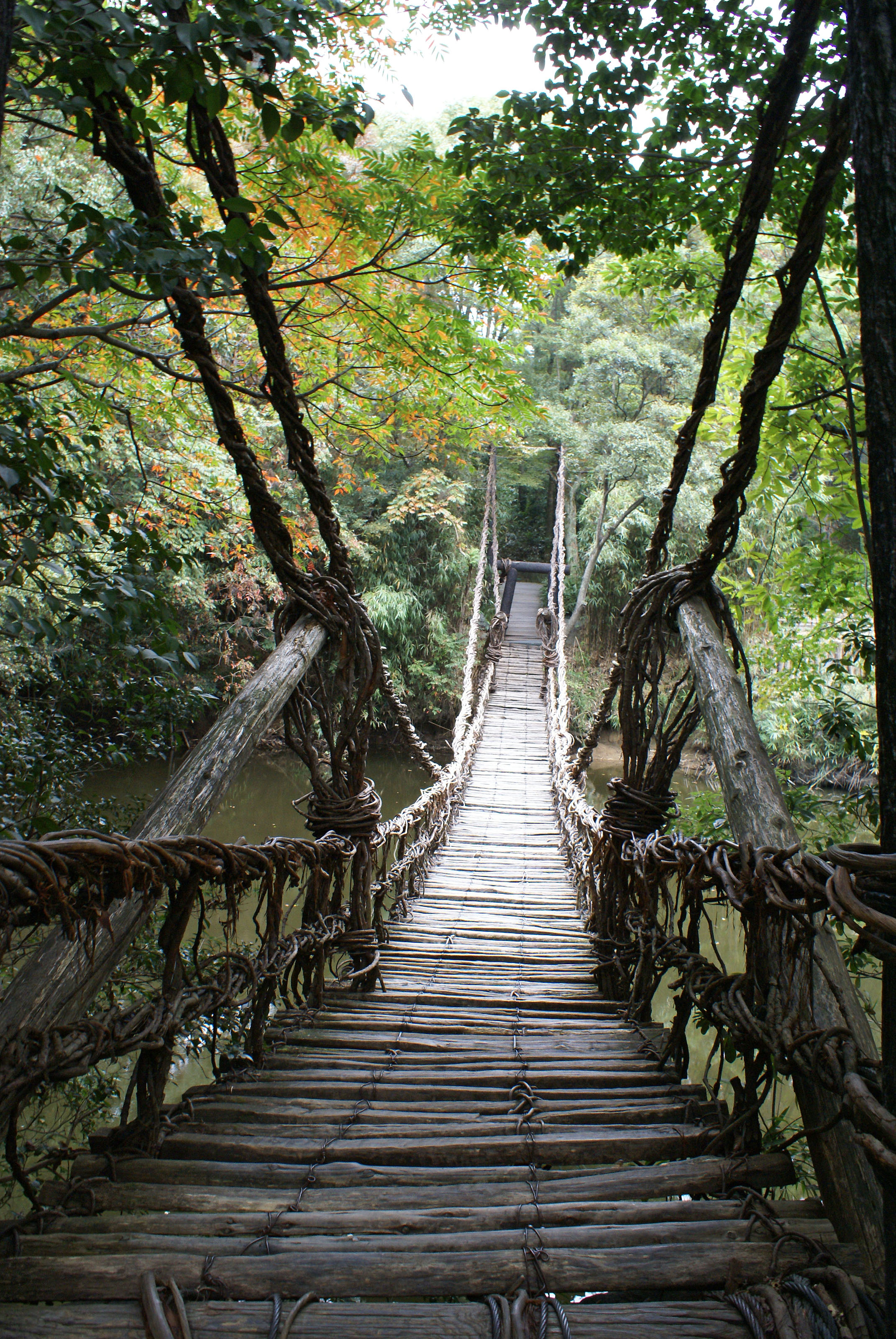
かずら橋
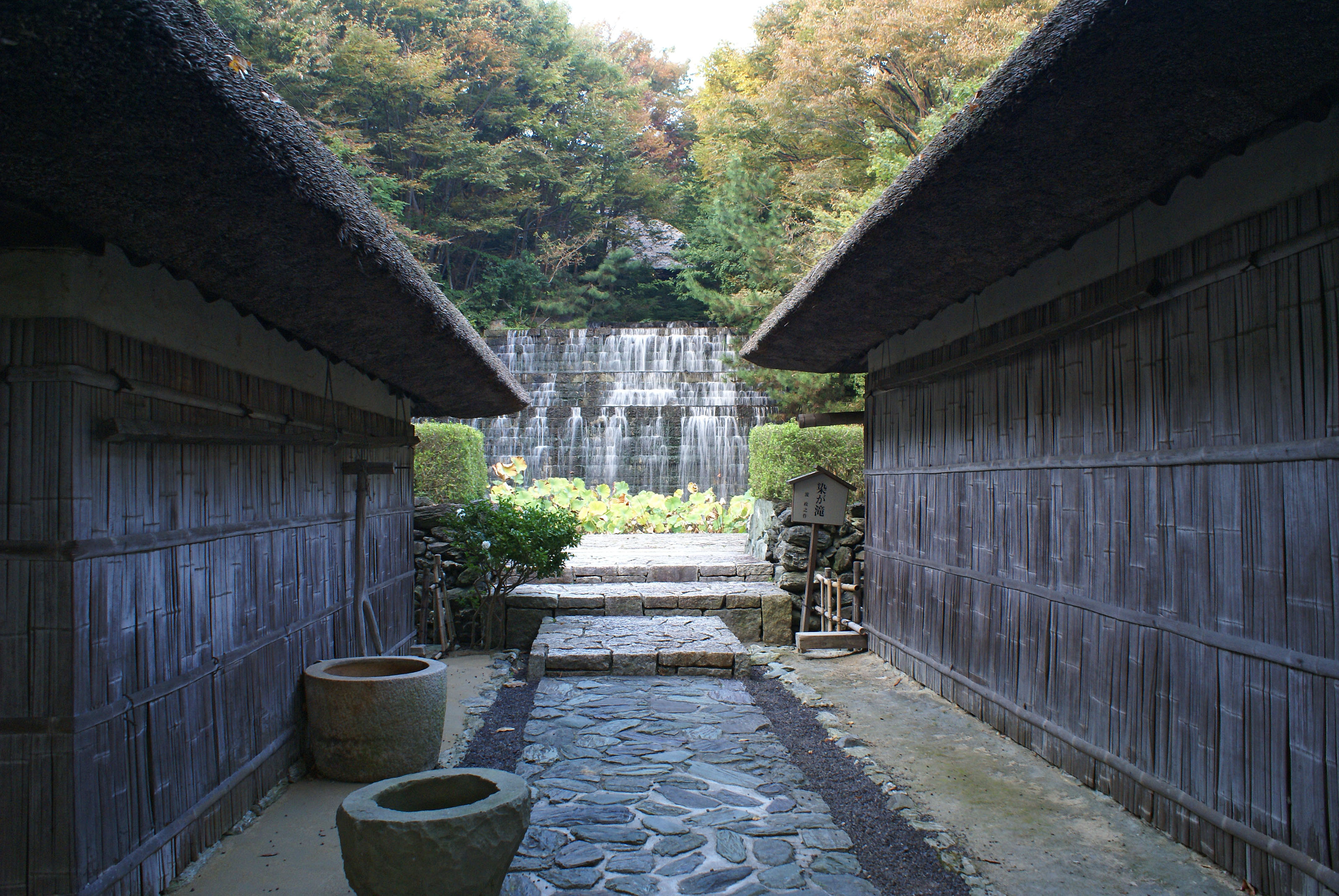
旧中石家住宅と染が滝

## 利用情報
- 所在地 - 香川県高松市屋島中町字山畑91番地
- 開村時間 - 4月-10月は8:30-17:00、11月-3月は8:30-16:30
- 閉村日 - 火曜日(ただし、火曜日が祝日の場合は翌日)
- 園内は急な坂や階段が多く、バリアフリーに対応しているとは言いがたい。

## 交通アクセス
- 鉄道
  - ことでん志度線 琴電屋島駅 徒歩5分
  - JR高徳線 屋島駅 徒歩10分
- バス
  - JR屋島駅・琴電屋島駅からことでんバス屋島山上シャトルバスに乗車、「四国村」バス停（屋島ドライブウェイ料金所跡）下車。
- 自動車
  - 四国村へは、屋島スカイウェイの山麓で左側に折れる（屋島山上方面からは右折禁止）。